# 佐々木交賢
佐々木 交賢（ささき こうけん、1926年4月24日 - 2005年6月28日）は、日本の社会学者。教育学博士（東北大学・論文博士・1981年）（学位論文「デュルケーム社会学研究 基礎理論と政治社会学」）。

## 略歴
秋田県出身。東北大学文学部社会学科卒、同大学院博士課程中退、1981年「デュルケーム社会学研究 基礎理論と政治社会学」で教育学博士（東北大学）の学位を取得。
宮城学院女子大学助教授、日本福祉大学助教授、1971年創価大学文学部助教授、教授。2005年定年退任、名誉教授。

## 著書
- 『デュルケーム社会学研究 基礎理論と政治社会学』恒星社厚生閣 社会学叢書 1978
- 『フランス社会学の源流』杉山書店 1980
- 『社会主義とアノミー』恒星社厚生閣 1990

### 共編著
- 『社会学の基礎』編 杉山書店 1969
- 『支配 社会的勢力の展開』池田義祐共編著 川島書店 社会学シリーズ 1970
- 『デュルケーム再考』編 恒星社厚生閣 1996
- 『高齢社会と生活の質 フランスと日本の比較から』ピエール・アンサール共編 専修大学出版局 2003
- 『共生社会への挑戦 日仏社会の比較』樋口晟子共編 恒星社厚生閣 日仏社会学叢書 2005

### 翻訳
- エミール・デュルケーム『社会学的方法論』学文社 1973
- E.デュルケーム『教育と社会学』誠信書房 1976
- E.デュルケーム『社会学的方法の規準』学文社 1979
- ミシェル・マフェゾリ『現在の征服 日常性の社会学』監訳 恒星社厚生閣 1985
- エミル・デュルケーム『社会学と哲学』恒星社厚生閣 1985
- エミール・デュルケーム著 ジャン・クロード・フィユー編『社会科学と行動』中嶋明勲共訳 恒星社厚生閣 1988

## 論文
- CINII